# Pierre III de Lautrec
Pour les articles homonymes, voir Pierre de Lautrec.
Ne doit pas être confondu avec Pierre-Joseph de Toulouse-Lautrec.
Pierre III de Lautrec (1265 - 1327) ou Pierre de Toulouse-Lautrec, est vicomte de Lautrec, de 1275 à sa mort. Il est aussi seigneur de Montredon.
Premier de sa famille à se faire appeler de Toulouse-Lautrec, il est l'ancêtre du célèbre peintre Henri de Toulouse-Lautrec.

## Biographie
Pierre III de Lautrec est membre de la famille de Lautrec, en tant que fils puîné du vicomte Isarn IV de Lautrec et de Jeanne de Saissac. À la mort de son père en 1275, Pierre III n'hérite que d'un seul huitième de la vicomté de Lautrec : en effet, il partage le domaine avec son frère, Frotard V, mais aussi avec certains de ses cousins depuis la division de la vicomté par Sicard VI et Bertrand Ier.
Il prend le nom de Toulouse-Lautrec, qui sera conservé par ses descendants, en accord avec une légende sur son ancêtre Frotard III de Lautrec, qui serait mort sans postérité. Sa sœur Alix, épouse de Baudouin de Toulouse, vicomte de Bruniquel et frère du comte Raymond VI de Toulouse, aurait alors hérité de la vicomté. Les vicomtes suivants, Sicard VI et Bertrand Ier, seraient donc issus de la famille de Toulouse et non pas de la famille de Lautrec. Néanmoins, cette thèse est démentie par l'historien Philippe Zalmen Ben-Nathan, qui se base sur une archive plus ancienne de 1455. Celle-ci, écrite par Michel de Bernis, archiviste des comtes de Foix, prouve que Frotard III de Lautrec est bien le père de Sicard VI et de Bertrand Ier. Ceci est confirmé par la découverte d'une généalogie de la même époque allant en ce sens, dans les archives du Tarn. On peut ainsi imaginer qu'il est le premier à adopter le blason qui restera celui des Toulouse-Lautrec et qui se différencie de celui des Lautrec.

Pierre III de Lautrec meurt finalement en 1327.

Le blason des Lautrec
Le blason des Toulouse-Lautrec

## Mariage et postérité
Pierre III de Lautrec épouse Ermenjard de Bruniquel en 1285, union dont sont issus :
- Amalric II de Toulouse-Lautrec (1295 - 1341), vicomte de Lautrec à sa suite ;
- Guy de Toulouse-Lautrec ( - 1354), comte du Caylar ;
- Bérenger de Toulouse-Lautrec, seigneur de Saint-Germier[1].